# Fritz-Schloß-Park
Der Fritz-Schloß-Park ist ein gewidmeter Park im Berliner Ortsteil Moabit des Bezirks Mitte.

## Lage
Der Park befindet sich mit dem Sportgelände Poststadion im Stephankiez zwischen der Rathenower, Krupp-, Seydlitz- und der Lehrter Straße. Mit rund zwölf Hektar Fläche ist der Fritz-Schloß-Park die größte Grünanlage des Ortsteils Moabit. Zusammen mit den Sportanlagen des Poststadion bildet das Areal den SportPark Poststadion. Der Block ist von Wohn-, Gewerbe- und Schulgebäuden teilweise in ehemaligen Kasernen umgeben.

## Geschichte
Der Fritz-Schloß-Park befindet sich auf dem ehemaligen Exerzierplatz des 2. Garde-Ulanen-Regimentes. Infolge des Versailler Vertrages mit seinen militärischen Beschränkungen auf ein 100.000-Mann-Heer wurde der Exerzierplatz nach dem Ersten Weltkrieg aufgegeben. Im östlichen Bereich errichtete der Postsportverein der Reichspost zwischen 1926 und 1929 das Poststadion, das mit einem weiträumigen Sportpark verbunden ist. Zurück blieben bis zum Ende des Zweiten Weltkriegs die Kasernen entlang der Rathenower Straße mit einem dahinter gelegenen verkleinerten Kasernenhof. Dieser Hof ist größengleich mit dem jetzigen Fritz-Schloß-Park. Die Trümmer der durch alliierte Luftangriffe bombenzerstörten Kasernen und weiterer Häuserschutt wurden zu zwei Hügeln aufgeschüttet. Den Trümmerfrauen zu Ehren befindet sich im Park ein Relief von Alfred Trenkel mit der Aufschrift: „Den Notstandsarbeitern zum Dank“.

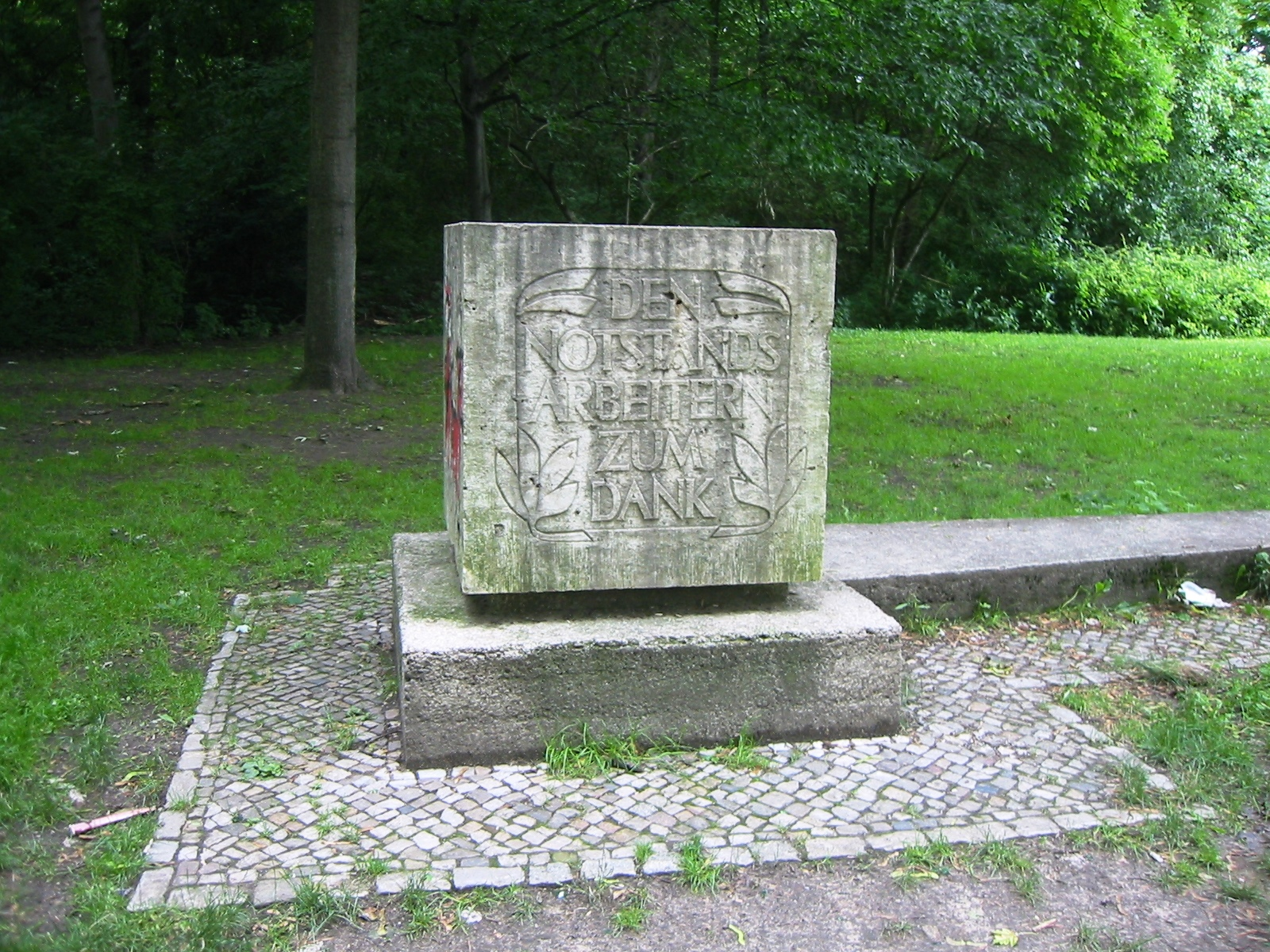
Denkmal für die Notstandsarbeiter von Alfred Trenkel

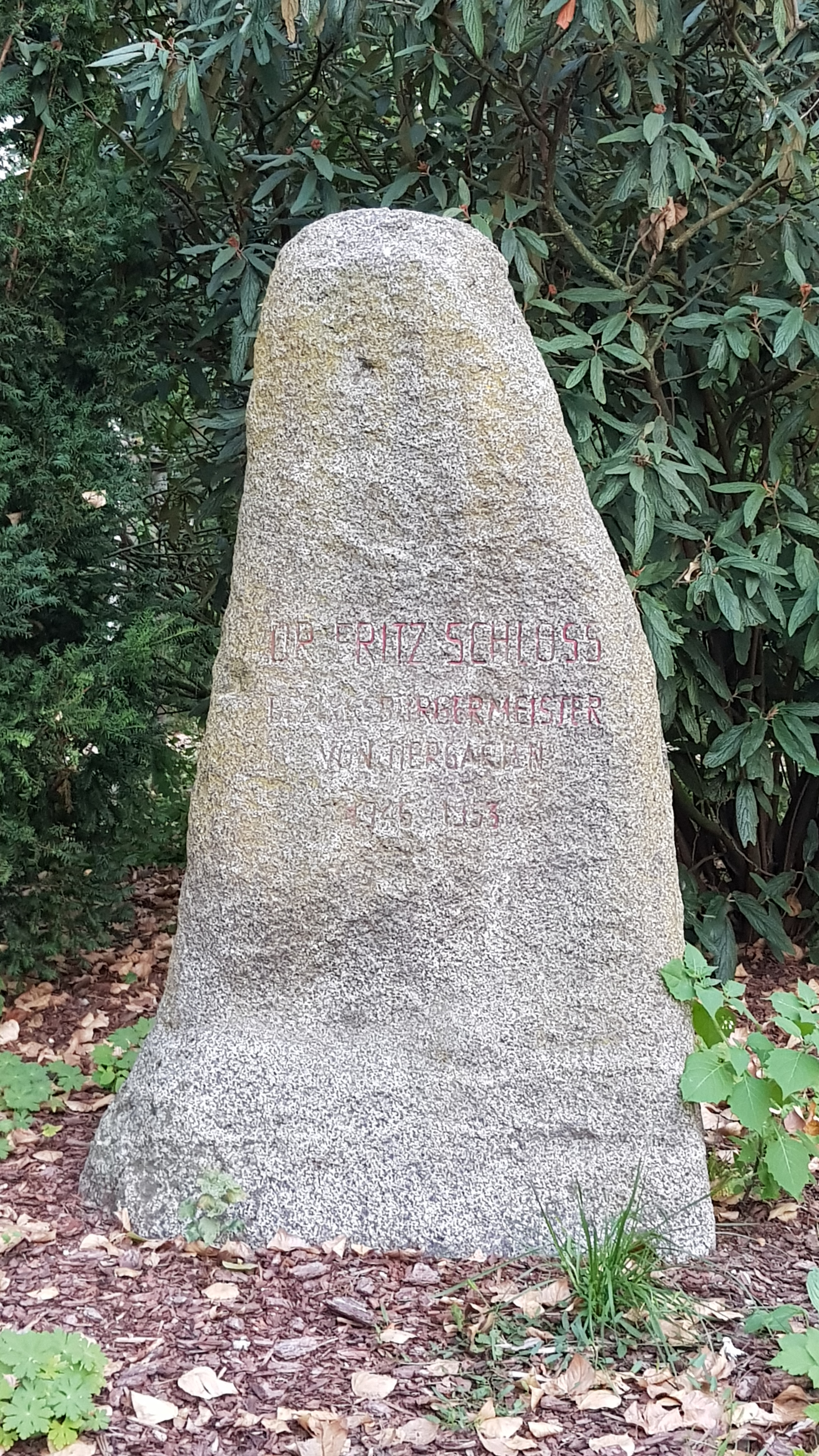
Gedenkstein für Fritz Schloß

Auf der Trümmerhalde wurde in den 1950er Jahren der Fritz-Schloß-Park angelegt – nach Plänen von Wilhelm Alverdes, dem damaligen Leiter des Gartenbauamts Tiergarten. Zur namentlichen Ehrung kommt der erste nach dem Zweiten Weltkrieg gewählte Bezirksbürgermeister Fritz Schloß (1895–1954).

## Angebote
Im Park befinden sich neben den zwei Spielplätzen, einer Minigolfanlage, einer Rodelbahn, einem Hundespielplatz auch der Moabiter Kinder-Hof – ein Kinderbauhof und Abenteuerspielplatz. Der Fritz-Schloß-Park hat zwei Hügel, das Südplateau, zu dem es einen Kletterpfad gibt, und eine weitere Anhöhe (53,1 m hoch) mit dem Gedenkstein für Fritz Schloß.
Durch den Park verläuft ein – mit rotem Belag von den restlichen Wegen abgesetzter – 1,1 km langer Rundweg mit Fitnessgeräten. Nach jeweils 50 m sind Entfernungspunkte installiert, an denen sich die Sporttreibenden orientieren können.
Im Jahr 2016 wurde der im Besitz der Bundesanstalt für Immobilienaufgaben befindliche Teil (Rathenower Straße Ecke Seydlitzstraße mit rund drei Hektar) des Fritz-Schloß-Parks vom Bezirk Mitte über das Förderprogramm Stadtumbau West angekauft, um die Flächen dauerhaft als Grünflächen zu sichern. Bereits seit 2008 werden im erheblichen Umfang Stadtumbaufördermittel zur Aufwertung des Fritz-Schloß-Parks eingesetzt.

## Geplante Baumaßnahmen
- Seit 2015 ist der Neubau einer Kindertagesstätte an der Seydlitzstraße 11 in Planung.[9]
- Der Moabiter Kinderhof erhält ein neues Spielhaus.[10] Der Baubeginn ist erfolgt, das Gebäude sollte bis 2024 fertiggestellt werden.[11]
- An der Rathenower Straße 16 soll ein neuer barrierefreier Parkeingang entstehen.[12]
- Die Wege im Fritz-Schloß-Park werden seit 2020 in mehreren Bauabschnitten saniert einschließlich der Bau von Versickerungsmulden bzw. ‑flächen.[13]

## Pläne der Verkehrsanbindung
Am Fritz-Schloß-Park ist ein U-Bahnhof der Linie U5 geplant, die vom Hauptbahnhof über Turmstraße (Linie U9) und Jungfernheide (Linie U7) zum ehemaligen Flughafen Tegel verlängert werden soll. Die Realisierung der Verlängerungspläne ist angesichts der Haushaltslage Berlins ungewiss, zumal der Flughafen Tegel inzwischen aufgegeben wurde – allerdings ein neues Stadtquartier entwickelt wird.
Zwischen der Turmstraße/Rathenower Straße über den Fritz-Schloß-Park bis zur Heidestraße soll langfristig eine durchgehende Fuß- und Radverbindung, die sogenannte Döberitzer Verbindung, entstehen. Bisher ist nur der Teilabschnitt im Fritz-Schloß-Park und ein weiterer südlich der Sportanlagen des Poststadions fertiggestellt worden.